# Ion Negoițescu
Ion Negoiţescu [iˈon neɡo.iˈt͡sesku]; más néven Nego (Kolozsvár, 1921. augusztus 10. – München, 1993. február 6.) román irodalomtörténész, kritikus, költő, regényíró és memoáríró, a Szebeni Irodalmi Kör egyik vezető tagja. 

## Életpályája
A lázadó és különc figura Negoiţescu még kamaszkorában kezdte pályafutását, és az 1940-es generáció irodalmi ideológusaként vált ismertté.
Szülei Ioan és Lucreţia Negoiţescu voltak. 1993. február 6-án hunyt el Münchenben, 71 éves korában. Elhamvasztották, és a kolozsvári temetőben helyezték örök nyugalomra.

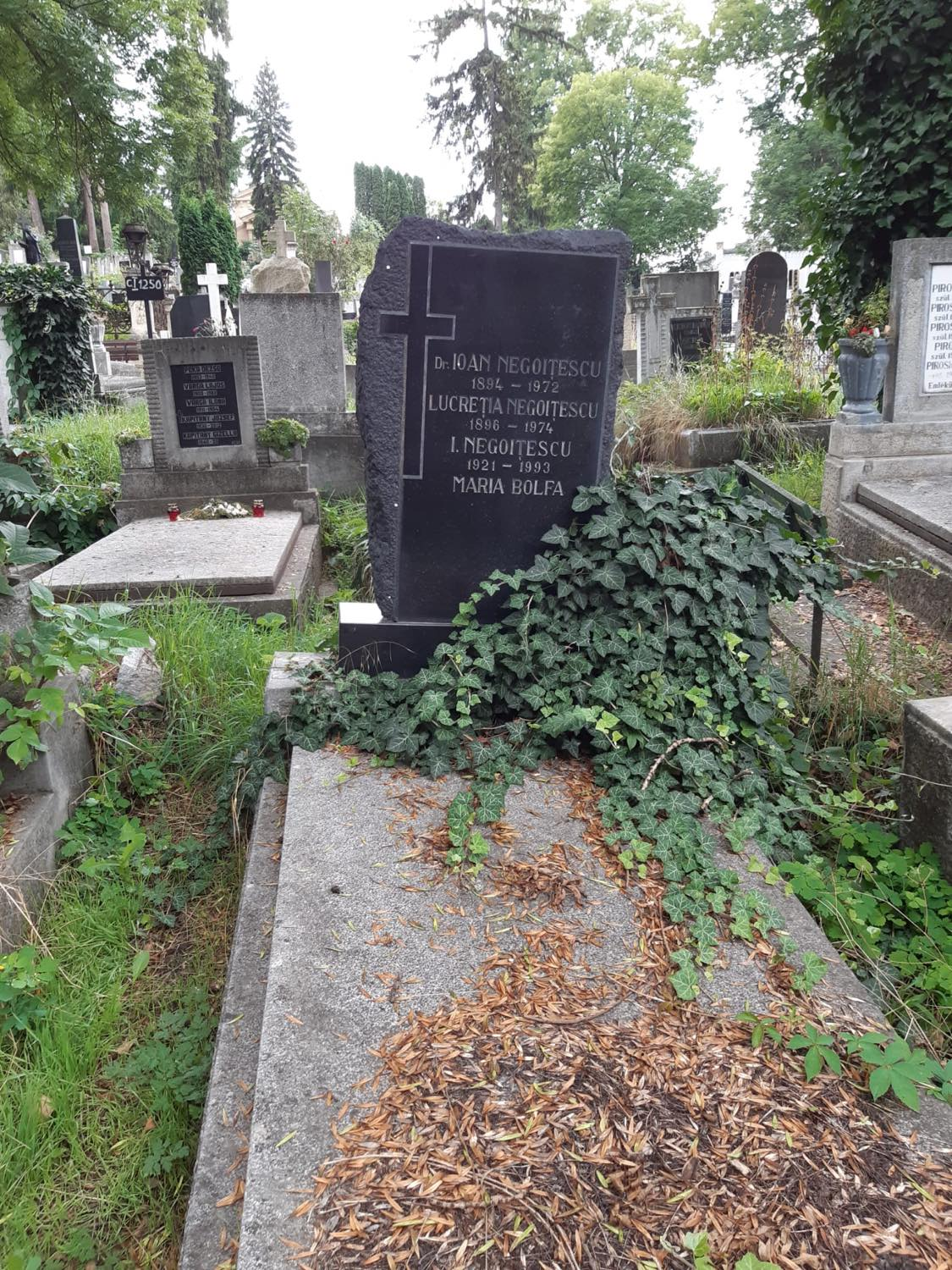
Ion Negoițescu emléksírja a kolozsvári központi temetőben, hamvaival